# Lorenzo Balducci
Lorenzo Balducci (Roma, 4 de septiembre de 1982) es un actor italiano. Ha aparecido en más de treinta películas desde 2001.
Balducci nació en la capital italiana. Comenzó a tomar clases de actuación cuando tenía 14 años y en noviembre de 2001 hizo su debut en el escenario como Romeo en un renacimiento moderno de Romeo y Julieta de William Shakespeare, también protagonizada por la actriz italiana Myriam Catania. Es abiertamente gay.
Después de papeles en algunos comerciales de televisión, consiguió un pequeño papel en Los caballeros de la búsqueda de Pupi Avati, que marcó su debut cinematográfico. Rápidamente siguieron papeles más importantes en películas y proyectos de televisión como The Good Pope: Pope John XXIII, el aclamado Incantato y el éxito de taquilla italiana Three Steps Over Heaven. Su primer papel principal fue en Gas, de Luciano Melchionna, un drama independiente que fue seleccionado en el Festival de Cine de Roma inaugural y por el que ganó el Premio al Mejor Actor en el Festival de Cine de Chieti.
Ha aparecido en más de treinta películas y series de televisión europeas desde entonces, entre ellas Le héros de la famille, The Stone Council (ambas junto a Catherine Deneuve), Los testigos de André Téchiné, Black Sun de Krzysztof Zanussi, I de Carlos Saura, Don Giovanni y el serie de televisión italiana muy aclamada Le cose che restano. En 2009 recibió el premio Susan Batson por su actuación en Due vite per caso en el NICE Film Festival de San Francisco.
A nivel internacional, protagonizó la comedia romántica mexicana 31 Días (junto a Karla Souza), la controvertida película española Estrella fugaz, la telefilme estadounidense Barrabás (protagonizada por Billy Zane) y la serie de televisión italiana Mai per amore. También apareció en la comedia independiente estadounidense En busca de Fellini (junto a Maria Bello), el aclamado cortometraje Snowflake (como el interés amoroso de Tracy Middendorf y del que también se desempeñó como productor ejecutivo) y fue estrella invitada en el drama televisivo Medici: Masters. de Florencia.
En 2015 fue miembro del jurado del 30 ° Festival de Cine Gay y Lésbico de Torino.
En el escenario, Balducci ha protagonizado varias producciones de Dignità Autonome di Prostituzione tanto en Italia como en España y, en 2017, formó parte del elenco de conjunto de Spoglia-Toy de Luciano Melchionna.
En 2018 interpretó a John en 7 Miracles, una de las primeras experiencias cinematográficas de realidad virtual de largometraje que se estrenó en el 26 ° Festival de Cine Raindance, ganando el premio del gran jurado "Película de realidad virtual del festival".
En 2019 repitió su papel en la aclamada obra Spoglia-Toy de Luciano Melchionna e interpretó a Giulio Mieli en Gli anni amari, una película biográfica basada en la vida de Mario Mieli, una figura destacada del movimiento gay italiano de la década de 1970.